# Tchif
Tchif, de son vrai nom Francis Nicaise Tchiakpe, né le 26 avril 1973 à Cotonou, est un artiste plasticien autodidacte béninois,.

## Biographie

### Début de carrière
Tchif naît le  le 26 avril 1973 à Cotonou,,. Il dessine et peint depuis l'âge de 10 ans. Sa carrière débute en caricature au journal La Nation. Autodidacte, son apprentissage naturel étend son univers d'encre sur papier et de photographie à la peinture sur toile, en expérimentant différents médiums. Il s’y consacre en utilisant d’abord de la latérite, des pigments naturels puis de l’acrylique et de l’huile.
Dès lors il  mène une activité artistique indépendante et expose pour la première fois à l'âge de 21 ans. Majoritairement abstraites, ses œuvres se caractérisent par de multiples couleurs, du bleu, du jaune, de l’ocre rouge.

## Expositions
Reconnu comme artiste permanent de la Galerie nationale - Bénin, il se fait également connaitre au niveau international en participant à de nombreuses expositions individuelles et collectives. Il expose dans un grand nombre de pays africain, tels que le Nigéria, le Togo, le Burkina-Faso, le Niger, le Mali, le Ghana, la Côte d'Ivoire, le Sénégal, la Guinée et le Maroc, mais aussi au-delà, aux États-Unis, au Brésil, au Venezuela, au Japon et dans toute l'Europe, en France, en Allemagne, aux Pays-Bas, en Belgique, en Italie, en Suisse et au Portugal. Ses œuvres sont exposées dans plusieurs musées au Bénin, aux États-Unis, au Brésil, en France et en Belgique, notamment au prestigieux National Museum for African Art Smithsonian à Washington,.
En 2017, il crée et expose dans plusieurs villes notamment Cotonou et Paris son projet intitulé «Africa My Name’s Job ». En 2020, il récidive avec  « Mon Cotonou à moi… » un projet auquel il consacre une serie de toiles pour exprimer sa fascination pour cette ville où il est né.